# Ферни, Анджело
Анджело Ферни (итал. Angelo Ferni; 1845, Тирано — 31 января 1916, Неаполь) — итальянский скрипач.
Принадлежал к музыкальной семье. Сын виолончелиста Антонио Ферни (1823?—1887) и певицы Франчески Ферни. Помимо Анджело ещё трое детей в семье Ферни — брат Джованни, сёстры Тереза и Вирджиния — стали скрипачами, однако последняя в дальнейшем сделала карьеру как оперная певица Вирджиния Ферни-Джермано.
Вместе с сестрой Терезой после домашнего музыкального образования учился в Турине у Джузеппе Гамба, а затем в Париже у Дельфена Аляра, Анри Вьётана и Шарля де Берио. Концертировал начиная с середины 1850-х гг., преимущественно в Швейцарии, вместе с Терезой и/или братом Джованни, в 1858 г. вместе с сестрой получил годовой контракт на выступления в парижском Итальянском театре. В 1860-е гг. вновь в Швейцарии, затем вернулся в Италию. В 1875—1882 гг. профессор Туринской консерватории, затем консерватории Пезаро и наконец долгое время неаполитанской консерватории Сан-Пьетро-а-Майелла (среди его учеников, в частности, Альберто Курчи и Франко Туфари, а также начинавший свою музыкальную карьеру как скрипач Джузеппе Ансельми). В Неаполе в 1898—1904 гг. руководил струнным квартетом, в составе которого играли Иньяцио Паскарелла (вторая скрипка), Стефано Кайяти (альт) и Луиджи Стефано Джарда (виолончель).
Марко Энрико Босси посвятил Ферни Адажио для органа и скрипки (1894).